# Thecla eretria
Thecla eretria är en fjärilsart som beskrevs av William Chapman Hewitson 1867. Thecla eretria ingår i släktet Thecla och familjen juvelvingar. Inga underarter finns listade i Catalogue of Life.

## Bildgalleri

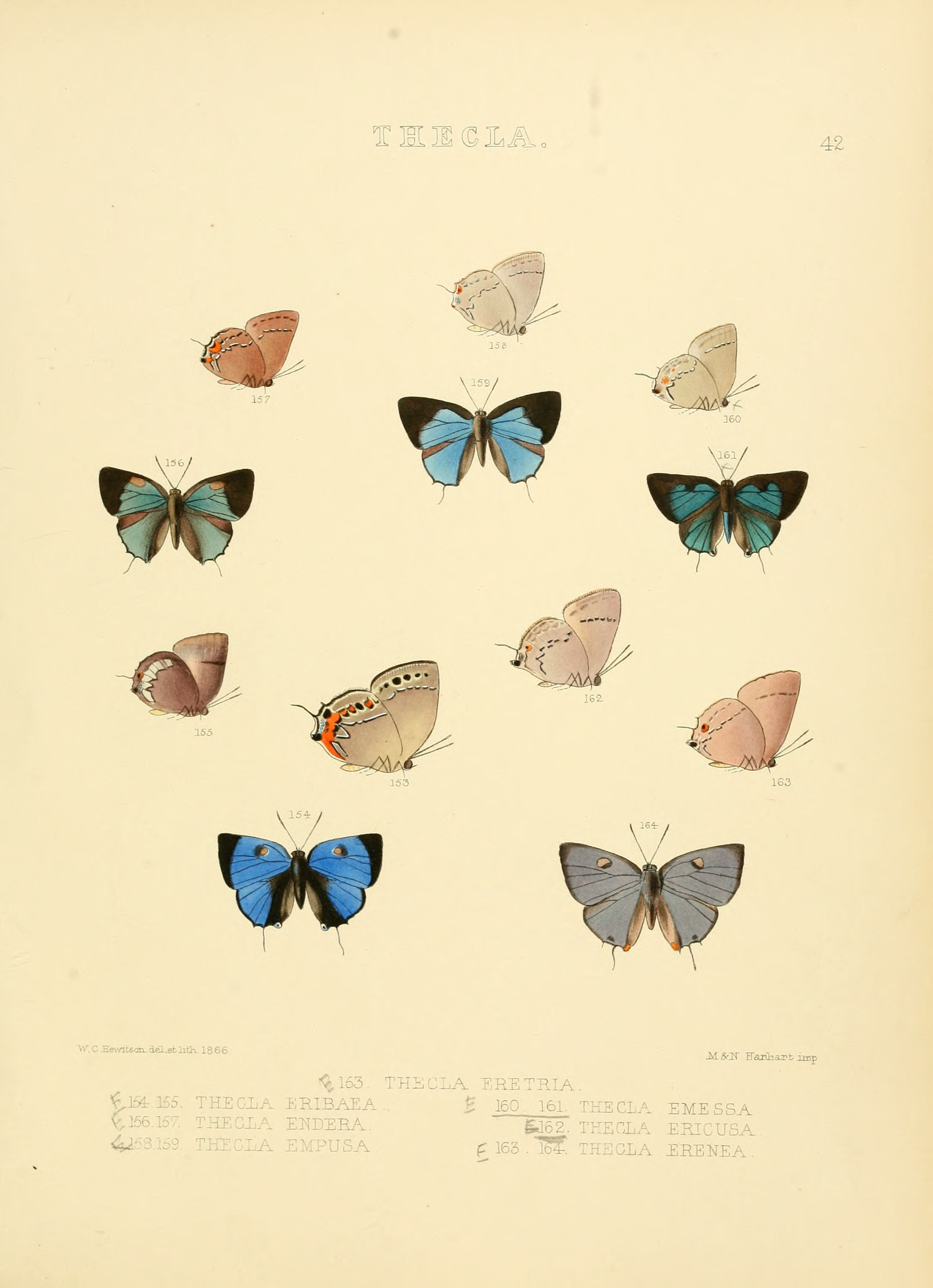